# Atlanta Silverbacks Park
O Atlanta Silverbacks Park é um estádio localizado em Atlanta, estado da Geórgia, nos Estados Unidos, possui capacidade total para 5.000 pessoas, foi a casa do time de futebol Atlanta Silverbacks entre 2007 e 2015, também é a casa do time de rugby Atlanta Renegades da USA Rugby South e do time de rugby league Atlanta Rhinos da USA Rugby League, o estádio foi inaugurado em 2006.